# Gert van den Brink (voetballer)
Gert van den Brink (Epe, 3 november 1964) is een voormalig Nederlands voetballer die uitkwam voor PEC Zwolle '82, Go Ahead Eagles en SC Heracles '74. Hij speelde als aanvaller.

## Statistieken
| Seizoen | Club            | Land      | Competitie     | Wed. | Goals |
| ------- | --------------- | --------- | -------------- | ---- | ----- |
| 1982/83 | PEC Zwolle '82  | Nederland | Eredivisie     | 1    | 0     |
| 1983/84 | PEC Zwolle '82  | Nederland | Eredivisie     | 5    | 0     |
| 1990/91 | Go Ahead Eagles | Nederland | Eerste divisie | 20   | 6     |
| 1991/92 | Go Ahead Eagles | Nederland | Eerste divisie | 3    | 2     |
| 1992/93 | SC Heracles '74 | Nederland | Eerste divisie | 24   | 2     |
| Totaal  | Totaal          | Totaal    | Totaal         | 53   | 10    |